# Rexford (Kansas)
Rexford è un comune degli Stati Uniti d'America, situato nello Stato del Kansas, nella contea di Thomas.